# Воз за Бусан
Воз за Бусан (кореј. 부산행, РРК. Busanhaeng) је јужнокорејски хорор филм из 2016. године, режисера Јона Шанг-Хоа са Гунгом Јуом, Јунг Ју-Ми и Маом Донг-Сеоком у главним улогама. Радња је већим делом смештена у возу за Бусан у тренутку избијања зомби апокалипсе. Централни лик филма је отац који због посла проводи мало времена са својом ћерком, али када се нађу у опасности биће спреман све да уради како би је спасао.
Филм је премијерно приказан на Филмском фестивалу у Кану 13. маја 2016, да би након два месеца био приказан у биоскопима широм света. Остварио је велики финансијски успех и оборио рекорд по броју продатих улазница у категорији јужнокорејских филмова из 2016.
Осим финансијског успеха, филм је изазвао и веома позитивне реакције критичара и публике, те га је сајт Rotten Tomatoes оценио са високих 93%. Освојио је преко 30 награда на азијским филмским фестивалима и био номинован за Награду Сатурн за најбољи хорор филм коју је изгубио од филма Не диши.
Мање од месец дана касније добио је анимирани преднаставак под насловом Станица у Сеулу. У августу 2018. режисер Шанг-Хо најавио је наставак под насловом Полуострво. Џејмс Вон је у септембру 2018. исказао жељу да учествује у римејку филма на енглеском језику.

## Радња
Сеок-Ву је менаџер фонда опседнут својим послом, због кога се не посвећује својој ћерки Су-Ан. Када схвати да његова ћерка тугује што одраста без оба родитеља, Сеок-Ву одлучује да јој испуни рођенданску жељу и одведе је у Бусан у посету мајци (својој бившој жени).
Њих двоје започињу путовање возом у Сеулу и убрзо преко вести сазнају да је у њему избила зомби апокалипса. Све креће по злу када у њихов воз уђе једна заражена путница која се претвори у зомбија и пренесе вирус на остале путнике...

## Улоге
| Глумац         | Улога                          |
| -------------- | ------------------------------ |
| Гунг Ју        | Сеок-Ву                        |
| Ма Донг-Сеок   | Шанг-Хва                       |
| Јунг Ју-Ми     | Сеонг-Кјонг                    |
| Ким Су-Ан      | Су-Ан                          |
| Ким Ји-Сунг    | Јон-Сук                        |
| Чој Ву-Шик     | Јонг-Гук                       |
| Ан Со-Хи       | Ђинг-Хи                        |
| Чој Гви-Хва    | бескућник                      |
| Ђонг Сеок-Јонг | капетан Корејског Воз-Експреса |
| Ји Со-Јунг     | Ин-Гил                         |
| Парк Мјунг-Син | Ђонг-Гил                       |
| Ђанг Хјук-Џин  | Ки-Чуи                         |
| Ким Чанг-Хван  | Ким Џин-Мо                     |